# Храстовлян
Храстовлян (хорв. Hrastovljan) — населений пункт у Хорватії, в Вараждинській жупанії у складі громади Мартіянець.

## Населення
Населення за даними перепису 2011 року становило 410 осіб.
Динаміка чисельності населення поселення:

## Клімат
Середня річна температура становить 10,43 °C, середня максимальна – 24,86 °C, а середня мінімальна – -6,09 °C. Середня річна кількість опадів – 812 мм.
| Клімат поселення                              | Клімат поселення | Клімат поселення | Клімат поселення | Клімат поселення | Клімат поселення | Клімат поселення | Клімат поселення | Клімат поселення | Клімат поселення | Клімат поселення | Клімат поселення | Клімат поселення | Клімат поселення |
| Показник                                      | Січ.             | Лют.             | Бер.             | Квіт.            | Трав.            | Черв.            | Лип.             | Серп.            | Вер.             | Жовт.            | Лист.            | Груд.            |                  |
| Середній максимум, °C                         | 5,59             | 7,46             | 11,96            | 16,44            | 22,04            | 24,86            | 23,80            | 23,16            | 19,17            | 14,36            | 8,56             | 4,81             |                  |
| Середня температура, °C                       | −0,23            | 1,62             | 6,12             | 10,60            | 16,18            | 19,02            | 20,12            | 19,50            | 15,49            | 10,68            | 4,88             | 1,14             |                  |
| Середній мінімум, °C                          | −6,09            | −4,21            | 0,28             | 4,77             | 10,35            | 13,16            | 16,46            | 15,82            | 11,82            | 7,02             | 1,22             | −2,54            |                  |
| Норма опадів, мм                              | 40               | 42               | 51               | 64               | 72               | 92               | 85               | 83               | 78               | 74               | 75               | 56               |                  |
| Середньомісячна швидкість вітру, м/с          | 2.10             | 2.30             | 2.70             | 2.61             | 2.42             | 2.20             | 2.10             | 1.90             | 1.91             | 2.00             | 2.10             | 2.10             |                  |
| Середньомісячна сонячна радіація, кДж/м²·день | 4020             | 6749             | 10569            | 14936            | 19030            | 20993            | 21421            | 18819            | 13937            | 8631             | 4529             | 3271             |                  |
| --------------------------------------------- | ---------------- | ---------------- | ---------------- | ---------------- | ---------------- | ---------------- | ---------------- | ---------------- | ---------------- | ---------------- | ---------------- | ---------------- | ---------------- |
| Джерело:                                      |                  |                  |                  |                  |                  |                  |                  |                  |                  |                  |                  |                  |                  |